# Nintendo Switch Online
Nintendo Switch Online – usługa sieciowa, dostępna dla użytkowników konsol Nintendo Switch i Nintendo Switch 2. Powstała jako odpowiednik usług PlayStation Network i Sieci Xbox oraz następca usługi Nintendo Network. Głównymi usługami są sklep – Nintendo eShop. Do konta w usłudze przypisane są login, identyfikator użytkownika oraz profil gracza wraz z jego Mii. W odróżnieniu od poprzednika usługa jest w większości płatna i dotyczy to również gry sieciowej.